# Jan Měchura (advokát)
Jan Měchura, též Johann Miechura (1774 Praha – 18. dubna 1852 Praha), byl zámožný pražský advokát a statkář, tchán Františka Palackého.

## Život
Narodil se jako syn pražského měšťana Antonína Měchury, původem ze Slaník, a jeho ženy Aloisie Wittich von Streitfeld, která pocházela ze staré pražské rodiny povýšené v 17. století do šlechtického stavu. Vystudoval právnickou fakultu pražské univerzity a stal se zemským advokátem. Advokátní praxí a prvním sňatkem nabyl značného majetku – roku 1809 koupil panství Otín a přestavěl tamější tvrz na empírový zámek, roku 1818 přikoupil k vesnicím Otínu, Předslavi a Habarticím dvůr Chuchli. Roku 1829 potom zakoupil velkostatek Lobkovice. Vyženil také MacNevenův palác v Praze, kde vedl jeden z nejvýznamnějších pražských salonů 19. století, který po něm převzala jeho dcera Terezie a zeť František Palacký.

## Rodina
Byl dvakrát ženatý. Poprvé se oženil s Marií Lankischovou z Hornic (1782–1813), dcerou rytíře Josefa Antona Lankisch von Hornitz (bratrance Jana Jeníka z Bratřic – častého návštěvníka Měchurova salonu). Měli spolu čtyři děti:
- (*1802) Josefa[8]

- (1804–1870) Leopolda, právníka a hudebního skladatele
- (1807–1860) Terezii, provdanou za Františka Palackého
- (1809–1836) Antonii, manželku Jana Heyrovského[9]

S druhou manželkou Aloisií Hlouškovou (1789) měli dvě děti:
- Karla (1813–1864)
- Marii (* 1823), provdanou nejprve za barona Friedricha von Saamen a poté za Karla von Strandl

Rodina byla katolického vyznání, národnostně nevyhraněná, mluvilo se pouze německy. Zlé jazyky Františku Palackému vyčítaly, že se přiženil do rodiny, kde se vlastenčilo po německu.

## Sídla
Rodina bydlela na Novém Městě ve zděděném Mac Nevenově paláci v Pasířské (později Palackého) ulici 7 (čp.719/II). Bydlely tam s nimi rodiny Palackých, Riegerů, kuchařka a kočí Josef Vácha. Jako víkendové sídlo rodina užívala Červený dům v Libni (Malovaný lis), letní čas trávila na některém ze svých zámků: Otín, Chocomyšl nebo Lobkovice u Mělníka.

## Pozůstalost
Pozůstalost je uložena v Národním muzeu; sestává z tisků, parte, jednoho portrétu, dvou kusů nábytku a několika umělecko-řemeslných drobností. Podle stříbrného odznaku /přívěsku) svobodného zednáře se usuzuje, že Jan Měchura byl členem pražské zednářské lóže.